# Gatschen (Gemeinde Aigen)
Gatschen ist ein Dorf im Ennstal in der Steiermark wie auch Ortschaft und Katastralgemeinde der Gemeinde Aigen im Ennstal im österreichischen Bezirk Liezen.

## Geschichte
Das früheste Schriftzeugnis ist von 1293 und lautet „Gaetsen“. Der Name geht auf slowenisch gača (Wehr, Damm) zurück.

## Geographie
Das Dorf Gatschen liegt auf um die 720 m ü. A. südlich des Gemeindehauptorts, oberhalb der Ortschaft Lantschern und östlich von Schloss Pichlarn, am Nordhang des Ennstals. Es liegt am Fuß des Erlsbergs (auch Gatschberg, 1630 m ü. A.), der der Ausläufer der Wölzer Tauern nach Norden ist.
Die Ortschaft umfasst etwa 90 Gebäude mit um die 200 Einwohnern. Dazu gehört auch das Schloss Pichlarn.
Zur Katastralgemeinde, mit knapp 5300 Hektar, gehört auch das ganze Bergland um das Gullingtal im Süden, also der Großteil (etwa 2⁄3) des Gemeindegebiets.
Bis zur Alm Plotscherhütten im hinteren Plotscherergraben gehört das Gebiet zur Ortschaft Gatschen, sonst liegen auch die Ortschaften Quilk östlich und die ganzen zerstreuten Häuser Mitteregg im Katastralgebiet. 

### Nachbarortschaften und -katastralgemeinden
| Schlattham (O u. KG Aigen)           | Lantschern (O u. KG)                        |                                              |
| Irdning (O u. KG, Gem. Irdning)      | Kompassrose, die auf Nachbargemeinden zeigt | Quilk (O) Vorberg (KG)                       |
| Winklern (O u. KG, Gem. Donnersbach) | Erlsberg (O u. KG, Gem. Donnersbach)        | Mitteregg (O) Oppenberg (KG, Gem. Oppenberg) |